# Shikharbesi
Shikharbesi (en népalais : शिखरबेसी) est un comité de développement villageois du Népal situé dans le district de Nuwakot. Au recensement de 2011, il comptait 3 534 habitants.